# Belgrave (Leicestershire)
Belgrave – dzielnica miasta Leicester, w Anglii, w Leicestershire, w dystrykcie (unitary authority) Leicester. W 2011 miejscowość liczyła 11 558 mieszkańców. Belgrave jest wspomniana w Domesday Book (1086) jako Belgrave.
Z Belgrave pochodzi Jennie Fletcher, brytyjska pływaczka.